# Campionati francesi di sci alpino
I Campionati francesi di sci alpino sono una competizione sciistica che si svolge ogni anno, generalmente nel mese di marzo, in una diversa stazione sciistica Francia. Organizzati dalla Federazione sciistica della Francia (Federation Francaise de Ski), decretano il campione e la campionessa francesi di ogni disciplina sciistica attraverso una singola gara.
La prima edizione del 1946 ha visto lo svolgimento delle competizioni di discesa libera, slalom speciale e combinata. Dal 1949 sono state introdotte anche le prove di slalom gigante, mentre il supergigante è entrato a far parte del programma di gare nel 1988. Dal 2007 la combinata, peraltro non disputata negli anni dal 1949 al 1965, è stata sostituita dalla supercombinata.
Sono stati attribuiti anche un titolo di slalom parallelo (1979) e due di slalom indoor (2008 e 2009):

## Albo d'oro

### Discesa libera
| Edizione | Uomini                          | Donne                         |
| -------- | ------------------------------- | ----------------------------- |
| 1946     | James Couttet                   | Georgette Thiollière          |
| 1947     | Jean Blanc                      | Suzanne Thiollière            |
| 1948     | James Couttet                   | Françoise Gignoux             |
| 1949     | non assegnato                   | non assegnato                 |
| 1950     | Maurice Sanglard                | non assegnato                 |
| 1951     | Maurice Sanglard                | Jacqueline Martel             |
| 1952     | Georges Mussat                  | Josette Nevière               |
| 1953     | Alain Simond                    | Jacqueline Martel             |
| 1954     | Alain Simond                    | Marysette Agnel               |
| 1955     | Georges Pasquier                | Édith Bonlieu                 |
| 1956     | Charles Bozon                   | Marysette Agnel               |
| 1957     | Charles Bozon                   | Danièle Telinge               |
| 1958     | Jean Vuarnet                    | Danièle Telinge Édith Bonlieu |
| 1959     | Jean Vuarnet                    | Danièle Telinge               |
| 1960     | Michel Arpin                    | Marie Joe Dusonchet           |
| 1961     | Adrien Duvillard                | Madeleine Bochatay            |
| 1962     | non assegnato                   | non assegnato                 |
| 1963     | Léo Lacroix                     | Annie Famose                  |
| 1964     | non assegnato                   | non assegnato                 |
| 1965     | Jules Melquiond                 | Annie Famose                  |
| 1966     | Jean-Claude Killy               | Christine Terraillon          |
| 1967     | Guy Périllat                    | Florence Steurer              |
| 1968     | Georges Mauduit                 | Isabelle Mir                  |
| 1969     | non assegnato                   | Florence Steurer              |
| 1970     | Jean-Luc Pinel                  | Isabelle Mir                  |
| 1971     | Henri Duvillard                 | Jacqueline Rouvier            |
| 1972     | non assegnato                   | Isabelle Mir                  |
| 1973     | Bernard Grosfilley              | non assegnato                 |
| 1974     | non assegnato                   | non assegnato                 |
| 1975     | Jean-Jacques Bertrand           | non assegnato                 |
| 1976     | Jean-Jacques Bertrand           | Danièle Debernard             |
| 1977     | Patrice Pellat-Finet            | non assegnato                 |
| 1978     | Jean-Marc Muffat                | Fabienne Serrat               |
| 1979     | Pascal Martin Philippe Verneret | Caroline Attia                |
| 1980     | Philippe Pugnat                 | Marie-Luce Waldmeier          |
| 1981     | Michel Vion                     | Catherine Quittet             |
| 1982     | Philippe Verneret               | Marie-Cécile Gros-Gaudenier   |
| 1983     | Jean-Philippe Vulliet           | Marie-Luce Waldmeier          |
| 1984     | Michel Vion                     | Marie-Cécile Gros-Gaudenier   |
| 1985     | Luc Alphand                     | Claudine Emonet               |
| 1986     | Denis Rey                       | Catherine Quittet             |
| 1987     | Luc Alphand                     | Carole Merle                  |
| 1988     | Adrien Duvillard                | Béatrice Filliol              |
| 1989     | Luc Alphand                     | Nathalie Bouvier              |
| 1990     | Luc Alphand                     | Cathy Chedal                  |
| 1991     | Jean-Luc Crétier                | Régine Cavagnoud              |
| 1992     | non assegnato                   | non assegnato                 |
| 1993     | Jean-Luc Crétier                | non assegnato                 |
| 1994     | Luc Alphand                     | Florence Masnada              |
| 1995     | Luc Alphand                     | Régine Cavagnoud              |
| 1996     | Luc Alphand                     | Carole Montillet              |
| 1997     | Luc Alphand                     | Carole Montillet              |
| 1998     | Nicolas Burtin                  | Florence Masnada              |
| 1999     | Christophe Saioni               | Carole Montillet              |
| 2000     | Pierre-Emmanuel Dalcin          | Ingrid Jacquemod              |
| 2001     | non assegnato                   | non assegnato                 |
| 2002     | Claude Crétier                  | Mélanie Suchet                |
| 2003     | Antoine Dénériaz                | Mélanie Suchet                |
| 2004     | Antoine Dénériaz                | Mélanie Suchet                |
| 2005     | Yannick Bertrand                | Marion Rolland                |
| 2006     | non assegnato                   | Aurélie Revillet              |
| 2007     | Pierre Paquin                   | Ingrid Jacquemod              |
| 2008     | Yannick Bertrand                | Marion Rolland                |
| 2009     | Yannick Bertrand Adrien Théaux  | Aurélie Revillet              |
| 2010     | Yannick Bertrand                | Aurélie Revillet              |
| 2011     | Johan Clarey                    | Marion Rolland                |
| 2012     | Adrien Théaux                   | Marion Rolland                |
| 2013     | Adrien Théaux                   | Marion Rolland                |
| 2014     | Johan Clarey                    | non assegnato                 |
| 2015     | non assegnato                   | Margot Bailet                 |
| 2016     | Valentin Giraud Moine           | Anne-Sophie Barthet           |
| 2017     | non assegnato                   | Tiffany Gauthier              |
| 2018     | Adrien Théaux                   | Romane Miradoli               |
| 2019     | Maxence Muzaton                 | Romane Miradoli               |
| 2020     | non assegnato                   | non assegnato                 |
| 2021     | Matthieu Bailet                 | Esther Paslier                |
| 2022     | Maxence Muzaton                 | Romane Miradoli               |
| 2023     | Florian Loriot                  | Anouck Errard                 |

### Supergigante
| Edizione | Uomini                   | Donne                    |
| -------- | ------------------------ | ------------------------ |
| 1988     | Luc Alphand              | Catherine Quittet        |
| 1989     | Jean-Luc Crétier         | Catherine Quittet        |
| 1990     | Jérôme Noviant           | Carole Merle             |
| 1991     | Christophe Saioni        | Florence Masnada         |
| 1992     | Adrien Duvillard         | Carole Montillet         |
| 1993     | Adrien Duvillard         | Régine Cavagnoud         |
| 1994     | Ian Piccard              | Sophie Lefranc-Duvillard |
| 1995     | Christophe Plé           | Florence Masnada         |
| 1996     | Xavier Fournier-Bidoz    | Régine Cavagnoud         |
| 1997     | Benjamin Melquiond       | Carole Montillet         |
| 1998     | Sébastien Fournier-Bidoz | Carole Montillet         |
| 1999     | Christophe Saioni        | Carole Montillet         |
| 2000     | Benjamin Melquiond       | Ingrid Jacquemod         |
| 2001     | Claude Crétier           | non assegnato            |
| 2002     | Laurent Caiolo Serra     | non assegnato            |
| 2003     | Claude Crétier           | Mélanie Suchet           |
| 2004     | Antoine Dénériaz         | Ingrid Jacquemod         |
| 2005     | David Poisson            | Ingrid Jacquemod         |
| 2006     | Pierre-Emmanuel Dalcin   | Olivia Bertrand          |
| 2007     | Adrien Théaux            | Aude Aguilaniu           |
| 2008     | David Poisson            | Marie Marchand-Arvier    |
| 2009     | Adrien Théaux            | Olivia Bertrand          |
| 2010     | Adrien Théaux            | Marie Marchand-Arvier    |
| 2011     | Adrien Théaux            | Marie Marchand-Arvier    |
| 2012     | Gauthier de Tessières    | Marion Rolland           |
| 2013     | Adrien Théaux            | Marion Rolland           |
| 2014     | Thomas Mermillod Blondin | non assegnato            |
| 2015     | Adrien Théaux            | Margot Bailet            |
| 2016     | Matthieu Bailet          | Romane Miradoli          |
| 2017     | Adrien Théaux            | Tessa Worley             |
| 2018     | Nils Allègre             | Tessa Worley             |
| 2019     | Johan Clarey             | Romane Miradoli          |
| 2020     | non assegnato            | non assegnato            |
| 2021     | Adrien Fresquet          | Camille Cerutti          |
| 2022     | Cyprien Sarrazin         | Romane Miradoli          |
| 2023     | Nils Allègre             | Tessa Worley             |

### Slalom gigante
| Edizione | Uomini                | Donne                    |
| -------- | --------------------- | ------------------------ |
| 1949     | Roger Allard          | Maurice Andrée Tournier  |
| 1950     | Maurice Sanglard      | Marysette Agnel          |
| 1951     | Maurice Sanglard      | Marysette Agnel          |
| 1952     | Guy de Huertas        | Marysette Agnel          |
| 1953     | Guy de Huertas        | Marysette Agnel          |
| 1954     | Georges Pasquier      | Paule Erny-Peauger       |
| 1955     | James Couttet         | Josette Nevière          |
| 1956     | Charles Bozon         | Marysette Agnel          |
| 1957     | Jean Vuarnet          | Thérèse Leduc            |
| 1958     | François Bonlieu      | Danièle Telinge          |
| 1959     | François Bonlieu      | Thérèse Leduc            |
| 1960     | Michel Arpin          | Édith Bonlieu            |
| 1961     | Charles Bozon         | Arlette Grosso           |
| 1962     | Guy Périllat          | Annie Famose             |
| 1963     | Georges Mauduit       | Marielle Goitschel       |
| 1964     | Jean-Claude Killy     | Annie Famose             |
| 1965     | Michel Arpin          | Marielle Goitschel       |
| 1966     | Guy Périllat          | Marielle Goitschel       |
| 1967     | Jean-Claude Killy     | Isabelle Mir             |
| 1968     | Georges Mauduit       | Isabelle Mir             |
| 1969     | Alain Penz            | Ingrid Lafforgue         |
| 1970     | Henri Duvillard       | Françoise Macchi         |
| 1971     | Patrick Russel        | Jacqueline Rouvier       |
| 1972     | Alain Penz            | Danièle Debernard        |
| 1973     | non assegnato         | Fabienne Serrat          |
| 1974     | Roland Roche          | Odile Chalvin            |
| 1975     | Alain Navillod        | Fabienne Serrat          |
| 1976     | Philippe Barroso      | Danièle Debernard        |
| 1977     | Alain Navillod        | Fabienne Serrat          |
| 1978     | Michel Vion           | Fabienne Serrat          |
| 1979     | Philippe Hardy        | Fabienne Serrat          |
| 1980     | non assegnato         | Perrine Pelen            |
| 1981     | Patrick Lamotte       | Perrine Pelen            |
| 1982     | Didier Bouvet         | Hélène Barbier           |
| 1983     | Yves Tavernier        | Fabienne Serrat          |
| 1984     | Yves Tavernier        | Hélène Barbier           |
| 1985     | Yves Tavernier        | Carole Merle             |
| 1986     | Christian Gaidet      | Perrine Pelen            |
| 1987     | Yves Tavernier        | Carole Merle             |
| 1988     | Yves Tavernier        | Catherine Quittet        |
| 1989     | Jérôme Noviant        | Catherine Quittet        |
| 1990     | Patrice Bianchi       | Cathy Chedal             |
| 1991     | Alain Feutrier        | Florence Masnada         |
| 1992     | Thierry Gentina       | Christelle Guignard      |
| 1993     | Franck Piccard        | Leïla Piccard            |
| 1994     | non assegnato         | Leïla Piccard            |
| 1995     | Ian Piccard           | Sophie Lefranc-Duvillard |
| 1996     | Christophe Saioni     | Carole Montillet         |
| 1997     | Ian Piccard           | Sophie Lefranc-Duvillard |
| 1998     | Joël Chenal           | Leïla Piccard            |
| 1999     | Raphaël Burtin        | Leïla Piccard            |
| 2000     | Raphaël Burtin        | Christel Pascal          |
| 2001     | Jean-Pierre Vidal     | Régine Cavagnoud         |
| 2002     | Frédéric Covili       | Carole Montillet         |
| 2003     | Frédéric Covili       | Raphaëlle Strub          |
| 2004     | Jean-Pierre Vidal     | Ingrid Jacquemod         |
| 2005     | Jean-Pierre Vidal     | Ingrid Jacquemod         |
| 2006     | Joël Chenal           | Aurélie Santon           |
| 2007     | Thomas Fanara         | Ingrid Jacquemod         |
| 2008     | Cyprien Richard       | Tessa Worley             |
| 2009     | Thomas Fanara         | Tessa Worley             |
| 2010     | Alexis Pinturault     | Anémone Marmottan        |
| 2011     | Gauthier de Tessières | Tessa Worley             |
| 2012     | Alexis Pinturault     | Marion Rolland           |
| 2013     | Steve Missillier      | Anémone Marmottan        |
| 2014     | Mathieu Faivre        | Marion Bertrand          |
| 2015     | Thomas Fanara         | Tessa Worley             |
| 2016     | Alexis Pinturault     | Taïna Barioz             |
| 2017     | Cyprien Sarrazin      | Tessa Worley             |
| 2018     | Victor Muffat Jeandet | Tessa Worley             |
| 2019     | Alexis Pinturault     | Tessa Worley             |
| 2020     | non assegnato         | non assegnato            |
| 2021     | Victor Muffat Jeandet | Doriane Escané           |
| 2022     | Thibaut Favrot        | Tessa Worley             |
| 2023     | Lio Baraldi           | Tifany Roux              |

### Slalom speciale
| Edizione | Uomini                                     | Donne                    |
| -------- | ------------------------------------------ | ------------------------ |
| 1946     | James Couttet                              | Lucienne Schmith-Couttet |
| 1947     | Henri Oreiller                             | Micheline Desmazières    |
| 1948     | Claude Penz                                | Lucienne Schmith-Couttet |
| 1949     | Claude Penz                                | Micheline Desmazières    |
| 1950     | Maurice Sanglard Henri Cazaux              | Suzanne Costamagne       |
| 1951     | Maurice Sanglard                           | Jacqueline Martel        |
| 1952     | François Mattis                            | Marysette Agnel          |
| 1953     | François Mattis                            | C. Bermond               |
| 1954     | Bernard Perret                             | Paule Erny-Peauger       |
| 1955     | Léo Lacroix                                | Thérèse Leduc            |
| 1956     | Charles Bozon                              | May Lafforgue            |
| 1957     | Jean Vuarnet                               | Thérèse Leduc            |
| 1958     | Jean Vuarnet                               | Arlette Grosso           |
| 1959     | François Bonlieu                           | Arlette Grosso           |
| 1960     | Léo Lacroix                                | Cécile Prince            |
| 1961     | Charles Bozon                              | Anne Marie Leduc         |
| 1962     | Guy Périllat                               | Marielle Goitschel       |
| 1963     | Léo Lacroix                                | Annie Famose             |
| 1964     | Jean-Claude Killy                          | Marielle Goitschel       |
| 1965     | Georges Mauduit                            | Marielle Goitschel       |
| 1966     | Guy Périllat                               | Marielle Goitschel       |
| 1967     | Guy Périllat                               | Christine Goitschel      |
| 1968     | Jean-Noël Augert                           | Isabelle Mir             |
| 1969     | Alain Penz                                 | Florence Steurer         |
| 1970     | Jean-Noël Augert                           | Ingrid Lafforgue         |
| 1971     | Patrick Russel                             | Danièle Debernard        |
| 1972     | Alain Penz                                 | Michèle Jacot            |
| 1973     | Jean-Louis Vidal                           | Patricia Emonet          |
| 1974     | Roland Roche                               | Fabienne Serrat          |
| 1975     | Alain Navillod                             | Muriel Mandrillon        |
| 1976     | Roland Roche                               | Patricia Emonet          |
| 1977     | Philippe Hardy                             | Patricia Emonet          |
| 1978     | Alain Navillod                             | Fabienne Serrat          |
| 1979     | Daniel Mougel                              | Perrine Pelen            |
| 1980     | Michel Canac                               | Perrine Pelen            |
| 1981     | Daniel Fontaine                            | Perrine Pelen            |
| 1982     | Yves Tavernier                             | Perrine Pelen            |
| 1983     | Didier Bouvet                              | Perrine Pelen            |
| 1984     | Didier Bouvet                              | Christelle Guignard      |
| 1985     | Christian Gaidet                           | Perrine Pelen            |
| 1986     | Didier Bouvet                              | Perrine Pelen            |
| 1987     | Eric Pieri                                 | Dorota Mogore-Tlałka     |
| 1988     | Didier Bouvet                              | Patricia Chauvet         |
| 1989     | François Simond                            | Béatrice Filliol         |
| 1990     | Adrien Duvillard                           | Béatrice Filliol         |
| 1991     | Didier Schmidt                             | Florence Masnada         |
| 1992     | Patrice Bianchi                            | Florence Masnada         |
| 1993     | Yves Dimier                                | Isabelle Fabre           |
| 1994     | Sébastien Amiez                            | Patricia Chauvet         |
| 1995     | Yves Dimier                                | Florence Masnada         |
| 1996     | Sébastien Amiez                            | Patricia Chauvet         |
| 1997     | Éric Rolland                               | Christel Pascal          |
| 1998     | Richard Gravier                            | Laure Pequegnot          |
| 1999     | Sébastien Amiez                            | Stéphanie Clément-Guy    |
| 2000     | François Simond                            | Christel Pascal          |
| 2001     | Jean-Pierre Vidal                          | Christel Pascal          |
| 2002     | Stéphane Tissot                            | Christel Pascal          |
| 2003     | Jean-Pierre Vidal                          | Laure Pequegnot          |
| 2004     | Sébastien Amiez                            | Laure Pequegnot          |
| 2005     | Stéphane Tissot                            | Laure Pequegnot          |
| 2006     | Jean-Baptiste Grange                       | Vanessa Vidal            |
| 2007     | Steve Missillier                           | Sandrine Aubert          |
| 2008     | Julien Lizeroux                            | Claire Dautherives       |
| 2009     | Jean-Baptiste Grange                       | Claire Dautherives       |
| 2010     | Mathieu Faivre                             | Nastasia Noens           |
| 2011     | Alexis Pinturault                          | Sandrine Aubert          |
| 2012     | Steve Missillier                           | Nastasia Noens           |
| 2013     | Alexis Pinturault Thomas Mermillod Blondin | Laurie Mougel            |
| 2014     | Victor Muffat Jeandet                      | Nastasia Noens           |
| 2015     | Jean-Baptiste Grange                       | Laurie Mougel            |
| 2016     | Alexis Pinturault                          | Adeline Baud             |
| 2017     | Clément Noël                               | Adeline Baud             |
| 2018     | Victor Muffat Jeandet                      | Nastasia Noens           |
| 2019     | Clément Noël                               | Nastasia Noens           |
| 2020     | non assegnato                              | non assegnato            |
| 2021     | Victor Muffat Jeandet                      | Nastasia Noens           |
| 2022     | Clément Noël                               | Nastasia Noens           |
| 2023     | Clément Noël                               | Nastasia Noens           |

### Combinata
| Edizione | Uomini                | Donne                    |
| -------- | --------------------- | ------------------------ |
| 1946     | James Couttet         | Lucienne Schmith-Couttet |
| 1947     | Jean Blanc            | Jacqueline Martel        |
| 1948     | Henri Oreiller        | Françoise Gignoux        |
| 1957     | Jean Vuarnet          | Danièle Telinge          |
| 1958     | Jean Vuarnet          | Danièle Telinge          |
| 1959     | François Bonlieu      | Thérèse Leduc            |
| 1960     | Michel Arpin          | Édith Bonlieu            |
| 1961     | Adrien Duvillard      | Arlette Grosso           |
| 1962     | non assegnato         | non assegnato            |
| 1963     | Jean-Claude Killy     | Annie Famose             |
| 1964     | Jean-Claude Killy     | Marielle Goitschel       |
| 1965     | Georges Mauduit       | Marielle Goitschel       |
| 1966     | Guy Périllat          | Marielle Goitschel       |
| 1967     | Guy Périllat          | Isabelle Mir             |
| 1968     | Georges Mauduit       | Isabelle Mir             |
| 1969     | Alain Penz            | Florence Steurer         |
| 1970     | Jean-Noël Augert      | Michèle Jacot            |
| 1971     | Alain Penz            | Isabelle Mir             |
| 1972     | Alain Penz            | Isabelle Mir             |
| 1973     | non assegnato         | non assegnato            |
| 1974     | René Arpin-Pont       | Odile Chalvin            |
| 1975     | Alain Navillod        | Fabienne Serrat          |
| 1976     | Patrice Ciprelli      | Michèle Jacot            |
| 1977     | non assegnato         | non assegnato            |
| 1978     | Jean-Philippe Vulliet | Fabienne Serrat          |
| 1979     | Patrick Blanc         | Fabienne Serrat          |
| 1980     | non assegnato         | Catherine Quittet        |
| 1981     | Patrick Blanc         | Élisabeth Chaud          |
| 1982     | Michel Coranote       | Françoise Bozon          |
| 1983     | Jean-Luc Crétier      | Claudine Emonet          |
| 1984     | Michel Canac          | Hélène Barbier           |
| 1985     | Franck Piccard        | Florence Masnada         |
| 1986     | Jérôme Noviant        | Hélène Barbier           |
| 1987     | Luc Alphand           | Carole Merle             |
| 1988     | John Piccard          | Nathalie Bouvier         |
| 1989     | Armand Schiele        | Régine Cavagnoud         |
| 1990     | Franck Piccard        | Karine Pons              |
| 1991     | Jean-Luc Crétier      | Florence Masnada         |
| 1992     | non assegnato         | non assegnato            |
| 1993     | Jean-Luc Crétier      | non assegnato            |
| 1994     | Yves Dimier           | Florence Masnada         |
| 1995     | Yves Dimier           | Florence Masnada         |
| 1996     | Kévin Page            | Laure Pequegnot          |
| 1997     | Gaëtan Llorach        | Vanessa Vidal            |
| 1998     | François Simond       | Florence Masnada         |
| 1999     | Gaëtan Llorach        | Florence Masnada         |
| 2000     | Julien Lizeroux       | Raphaëlle Strub          |
| 2001     | non assegnato         | non assegnato            |
| 2002     | Gaëtan Llorach        | Souazic Le Guillou       |
| 2003     | Richard Gravier       | Raphaëlle Strub          |
| 2004     | Richard Gravier       | Marie Marchand-Arvier    |
| 2005     | Pierre Paquin         | Anne-Sophie Barthet      |
| 2006     | non assegnato         | Vanessa Vidal            |
| 2007     | Pierre Paquin         | non assegnato            |
| 2008     | Pierre Paquin         | Marie Marchand-Arvier    |
| 2009     | Julien Lizeroux       | Marion Pellissier        |
| 2010     | François Place        | Ingrid Jacquemod         |
| 2011     | Mathieu Faivre        | Anne-Sophie Barthet      |
| 2012     | non assegnato         | Nastasia Noens           |
| 2013     | non assegnato         | non assegnato            |
| 2014     | non assegnato         | non assegnato            |
| 2015     | non assegnato         | non assegnato            |
| 2016     | Thibaut Favrot        | non assegnato            |
| 2017     | Victor Muffat Jeandet | Adeline Baud             |
| 2018     | Nils Allègre          | non assegnato            |
| 2019     | Maxence Muzaton       | non assegnato            |
| 2020     | non assegnato         | non assegnato            |
| 2021     | Victor Muffat Jeandet | Doriane Escané           |
| 2022     | Cyprien Sarrazin      | Romane Miradoli          |
| 2023     | Hugo Desgrippes       | non assegnato            |

### Slalom parallelo
| Edizione | Uomini         | Donne           |
| -------- | -------------- | --------------- |
| 1979     | Michel Vion    | Fabienne Serrat |
| ...      | non assegnato  | non assegnato   |
| 2022     | Thibaut Favrot | Clara Direz     |

### Slalom indoor
| Edizione | Uomini          | Donne             |
| -------- | --------------- | ----------------- |
| 2008     | Julien Lizeroux | Sandrine Aubert   |
| 2009     | Pierre Paquin   | Marion Pellissier |